# Trigonomima pennipes
Trigonomima pennipes är en tvåvingeart som först beskrevs av Hermann 1914.  Trigonomima pennipes ingår i släktet Trigonomima och familjen rovflugor.
Artens utbredningsområde är Taiwan. Inga underarter finns listade i Catalogue of Life.